# Arthur III. Bretaňský
Arthur III., francouzsky Arthur III de Bretagne (24. srpna 1393 – 26. prosince 1458 v Nantes) byl francouzský konetábl a bretaňský vévoda. Byl druhorozeným synem vévody Jana IV. Bretaňského a Jany Navarrské.

## Životopis
Arthur bojoval od mládí proti Angličanům, byl zraněn a zajat v bitvě u Azincourtu v roce 1415, a proto následujících pět let pobýval v Anglii. Dne 10. října 1423 se v Dijonu oženil s Markétou Burgundskou, dcerou vévody Jana Nebojácného, a 7. března 1425 byl králem Karlem VII. jmenován konetáblem. Na královském dvoře v Bourges byl Arthur podporován Jolandou Aragonskou a stal se rivalem Georgese de La Trémoille. Jako Arthurův bratr vévoda Jan V. Bretaňský, vstoupil roku 1427 do spojenectví s Anglií, takže Arthur nakrátko upadl u krále v nemilost.
Spolu s Johankou z Arku a Jeanem de Dunois velel Arthur francouzské armádě v roce 1429 a porazil Angličany u Beaugency a Patay. Poté, co byl Trémoille svržen intrikami v roce 1433, Arthur znovu získal vedoucí postavení u dvora. Díky jeho zprostředkování došlo v roce 1435 k Arraské smlouvě, v níž se král Karel VII. usmířil s burgundským vévodou. Dne 13. dubna 1436 Arthur slavnostně vstoupil do osvobozené Paříže a v následujících letech vyhnal Angličany z Normandie a části Guyenne. Odrazil anglický pokus zachytit Normandii 15. dubna 1450 v bitvě Formigny. Za odměnu získal titul vévoda z Touraine. Arthur přispěl k francouzské armádě tím, že znovu zavedl disciplínu a vytvořil Compagnies d'Ordonnance, z nichž se vyvinula dnešní Gendarmerie nationale.
V Néracu se Arthur 29. srpna 1442 podruhé oženil. Vzal si Jeanne, dceru Charlese II. d'Albret. Po její smrti krátce po svatbě se 2. července 1445 stala jeho třetí manželkou Kateřina, dcera hraběte Petra I. Po smrti svého synovce Petra II. v září 1457 se stal bretaňským vévodou, kde vládl asi 14 měsíců. Protože Arthur zemřel bez potomků, přešlo vévodství na jeho synovce Františka II., syna jeho mladšího bratra hraběte Richarda d'Étampes. Arthur je pohřben v katedrále v Nantes.